# Casinaria malaisei
Casinaria malaisei là một loài tò vò trong họ Ichneumonidae.